# Cléré-sur-Layon
Cléré-sur-Layon è un comune francese di 337 abitanti situato nel dipartimento del Maine e Loira nella regione dei Paesi della Loira.

## Società

### Evoluzione demografica
Abitanti censiti